# Got Me Started (Troye Sivan)
Got Me Started è un singolo del cantante australiano Troye Sivan, pubblicato il 20 settembre 2023 come secondo estratto dal terzo album in studio Something to Give Each Other.

## Descrizione
Il brano è stato scritto dallo stesso Troye Sivan insieme a Chris Stracey, Ian Kirkpatrick, Jack Glass, Kaelyn Behr, Leland e Tayla Parx e presenta un campionamento del singolo Shooting Stars del duo australiano Bag Raiders.

## Video musicale
Il video musicale, diretto da Gordon von Steiner, è stato reso disponibile sul canale YouTube del cantante in contemporanea con la pubblicazione del singolo. 
Il video mostra una serie di coppie che condividono momenti affettuosi e segue Sivan in una serata a Bangkok mentre balla, in diversi scenari, sulle note della propria canzone e visita delle drag queen nel camerino di un club notturno.

## Tracce
1. Got Me started – 3:18

## Classifiche
| Classifica (2023) | Posizione massima |
| ----------------- | ----------------- |
| Australia         | 21                |
| Irlanda           | 28                |
| Regno Unito       | 34                |